# Diocesi di Nuevo Casas Grandes
La diocesi di Nuevo Casas Grandes (in latino Dioecesis Neograndicasensis) è una sede della Chiesa cattolica in Messico suffraganea dell'arcidiocesi di Chihuahua. Nel 2023 contava 141.835 battezzati su 173.695 abitanti. È retta dal vescovo Víctor Melchor Quintana Quezada.

## Territorio
La diocesi comprende 7 comuni nella parte settentrionale dello stato messicano di Chihuahua: Nuevo Casas Grandes, Ascensión, Casas Grandes, Galeana, Ignacio Zaragoza, Janos e Buenaventura.
Sede vescovile è la città di Nuevo Casas Grandes, dove si trova la cattedrale dell'Immacolata Concezione (nota come cattedrale della Medaglia Miracolosa).
Il territorio si estende su una superficie di 36.320 km² ed è suddiviso in 27 parrocchie.

## Storia
La prelatura territoriale di Nuevo Casas Grandes fu eretta il 13 aprile 1977 con la bolla Praecipuum animarum di papa Paolo VI, ricavandone il territorio dalla diocesi di Ciudad Juárez.
Il 2 giugno 2000 la prelatura territoriale è stata elevata a diocesi con la bolla Constat praelaturam di papa Giovanni Paolo II.

## Cronotassi dei vescovi
Si omettono i periodi di sede vacante non superiori ai 2 anni o non storicamente accertati.
- Hilario Chávez Joya, M.N.M. † (13 aprile 1977 - 22 maggio 2004 ritirato)
- Gerardo de Jesús Rojas López (22 maggio 2004 - 7 dicembre 2010 nominato vescovo di Tabasco)
- Jesús José Herrera Quiñónez (27 ottobre 2011 - 21 settembre 2023 nominato vescovo di Culiacán)
- Víctor Melchor Quintana Quezada, dal 25 gennaio 2025

## Statistiche
La diocesi nel 2023 su una popolazione di 173.695 persone contava 141.835 battezzati, corrispondenti all'81,7% del totale.
| anno | popolazione | popolazione | popolazione | presbiteri | presbiteri | presbiteri | presbiteri                | diaconi | religiosi | religiosi | parrocchie |
| anno | battezzati  | totale      | %           | numero     | secolari   | regolari   | battezzati per presbitero | diaconi | uomini    | donne     | parrocchie |
| ---- | ----------- | ----------- | ----------- | ---------- | ---------- | ---------- | ------------------------- | ------- | --------- | --------- | ---------- |
| 1980 | 116.700     | 124.000     | 94,1        | 11         | 1          | 10         | 10.609                    | 1       | 12        | 10        | 9          |
| 1990 | 234.800     | 255.000     | 92,1        | 25         | 10         | 15         | 9.392                     |         | 16        | 20        | 21         |
| 1999 | 100.546     | 125.683     | 80,0        | 32         | 22         | 10         | 3.142                     |         | 12        | 24        | 20         |
| 2000 | 166.988     | 185.542     | 90,0        | 36         | 26         | 10         | 4.638                     |         | 13        | 28        | 14         |
| 2001 | 169.859     | 188.413     | 90,2        | 38         | 28         | 10         | 4.469                     |         | 10        | 27        | 14         |
| 2002 | 128.000     | 128.127     | 99,9        | 33         | 25         | 8          | 3.878                     |         | 8         | 27        | 14         |
| 2003 | 96.800      | 130.901     | 73,9        | 51         | 33         | 18         | 1.898                     |         | 18        | 35        | 13         |
| 2004 | 98.993      | 143.991     | 68,7        | 61         | 52         | 9          | 1.622                     |         | 9         | 35        | 13         |
| 2013 | 133.406     | 156.911     | 85,0        | 41         | 39         | 2          | 3.253                     |         | 2         | 44        | 25         |
| 2016 | 141.006     | 162.195     | 86,9        | 36         | 35         | 1          | 3.916                     |         | 2         | 35        | 25         |
| 2019 | 152.800     | 177.779     | 85,9        | 36         | 34         | 2          | 4.244                     |         | 2         | 28        | 25         |
| 2021 | 148.620     | 190.950     | 77,8        | 35         | 33         | 2          | 4.246                     |         | 2         | 29        | 25         |
| 2023 | 141.835     | 173.695     | 81,7        | 40         | 38         | 2          | 3.545                     |         | 2         | 30        | 27         |